# Dillo
Dillo — кроссплатформенный лёгкий графический браузер.
Целью авторов было создание эффективного браузера для работы на системах с низкой производительностью, таких как Lynx, с поддержкой просмотра графических изображений. Достичь этого удалось путем урезания функционала: браузер поддерживает только HTML/XHTML (с рендером CSS) и изображения через HTTP, в то время как скрипты полностью игнорируются.
Первая версия была опубликована в декабре 1999 года. Впоследствии разработка была заморожена в 2007-м году, но в начале 2008 года возобновилась. Главные изменения коснулись интерфейса — он был полностью перенесён с GTK+1 на FLTK2, что позволило сократить вдвое требования к памяти, а также реализовать поддержку UTF-8.
Dillo доступен для разных Unix-платформ, таких, как Linux, BSD, macOS. Dillo — основной браузер многих малых дистрибутивов Linux, например, Damn Small Linux, Feather Linux и других. Он же используется в нескольких дистрибутивах для КПК. Также Dillo является одним из двух графических браузеров (наряду с Arachne), портированных под DOS.
Распространяется по лицензии GNU GPL v3.